# Вјећеслав Цветко
Вјећеслав Цветко — Флорес (Загреб, 1917 — Загреб, октобар 1941) био је учесник Шпанског грађанског рата и Народноослободилачке борбе и народни херој Југославије.

## Биографија
Рођен је 1917. у Загребу. Још пре рата је био активан у радничком покрету, у који се укључио у Загребу. Извесно време је радио у Загребу, као трговачки помоћник, а затим, 1932. године, одлази у Тузлу. Године 1935. одлази на одслужење војног рока, у артиљерију.
Године 1936. се вратио у Загреб, али је после кратког времена отишао у Шпанију, где се као добровољац борио у редовима Интернационалних бригада. Почетком 1937. године, додељен је батерији противионске артиљерије „Дамбровски“ у Албасети. Најпре је учествовао у борбама на Централном фронту, а потом на фронту у Арагонији. Командир те батерије био је Лазар Латиновић, а од Југословена су се налазили: Бранко Крсмановић, Мирко Ковачевић и Илија Енгел. Крајем 1937. године Вјећеслав је примљен у чланство Комунистичке партије Југославије.
После повлачења из Шпаније, заједно са осталим борцима Интернационалних бригада, био је затворену у концентрационом логору „Гирс“ у Француској. Почетком априла 1940. године, Цветко, Лазар Латиновић и Иван Трпин су, као организатори манифестација у логору, одведени у војни затвор у Бордо. Пре доласка Немаца у логор, пребачени су поновно у Гирс, у јужној Француској, а затим у војни затвор у граду Пау, у близини француско-шпанске границе, где им је одржано суђење.
Војне судије, углавном старији официри, од којих су неки учествовали у пробоју солунског фронта у Првом светском рату, а неки били огорчени због брзе капитулације Француске, имали су „разумевања за војне преступнике“, а посебно за оне из Југославије. Осуђени су на по шест месеци затвора, али им се у казну урачунао боравак у истражном затвору.
После издржане казне у октобру 1940. године упућени су у логор „Верне“. Међутим, док су још били у затвору, добили су директиву партијског комитета у логору, чији је секретар био Иван Гошњак, да на путу у логор побегну и да се упуте у Марсељ, где је требало да се организују пункт за прихват одбеглих Југословена из логора. У Марсељу су се обратили генералном конзулу Краљевине Југославије, Ивану Герасимовићу, који је припадао Самосталној демократској странци, а за којег се знало да је наклоњен „Шпанцима“. Иако је Министарство унутрашњих послова Краљевине Југославије издало наређење којим се забрањивало давање било какве заштите шпанским борцима као грађанима Југославије, Герасимовић је Цветку и Латиновићу издао потврду да су држављани Југославије који чекају „репатријацију“. Тако су и код полиције могли „легализовати“ свој боравак.
Преко добро организованог пункта, Цветко и Латиновић су почели да прихватају и пребацују у Југославију шпанске борце, који су побегли из логора. Једном су били ухапшени, али су успели побећи. Вјећеслав је био већ једном протеран из Француске, па да не би био аутоматски репатриран у Југославију, што је уједно значило да би био изручен југословенској полицији — јавио се као добровољац за рад у Немачкој, као и многи југословенски интернирци, пошто је из Немачке било много лакше организовати њихов повратак. Почетком јуна 1941. године, Вјећеслав је, заједно с још 13 другова, побегао из Немачке, и вратио се у Југославију.
Одмах после повратка у Загреб, Вјећеслав Флорес се укључио у рад загребачке партијске организације, чији је тада један од главних задатака био организиовање пребацивања Шпанских бораца, који су се налазили на раду у Немачкој назад у Југославију. Један од главних организатора повратка Шпанских бораца је био управо Вјећеслав. По задатку, секретара Оперативног руководства Централног комитета КП Хрватске Владе Поповића, отишао је, јула 1941, у Немачку.
После доласка у Немачку, у граду Десауу, у фабрици алуминијума је пронашао групу Југословена, међу којим а су били: Коста Нађ, Иван Хариш, Отмар Креачић, Душан Кведер, Вељко Ковачевић и др. Вјећеслав им је пренео директиве Партије о повратку и објаснио на који начин да сес врате у земљу. Вјећеслав се неколико пута враћао у Југославију, док коначно није успео створити канал за повратак југословенских шпанских бораца у земљу. Тај је канал ишао од Лајпцига, преко Граца, Марибора и Добове до Загреба. На железничкој станици у Лајпцигу Вјећеслав је дочекивао југословенске борце који су стизали из свих крајева Немачке. Било је договорено да се групе разбију у мање, по двојица или тројица, због лакшег преласка границе, јер су Немци још имали стражу на бившој југословенско-аустријској граници. Током јула и августа 1941. године, стизале су групе шпанских добровољаца у Загреб. Тај канал је радио све до средине 1942. године, а за све време ни један од њих није пао у руке усташа.
После успешно извршеног задатка, Вјећеслав је, крајем августа 1941. године, отишао у партизане. Непосредно после формирања Партизанског одреда „Матија Губец“ на Жумберку, у ноћи 15/16. августа 1941. године, Цветко је преузео дужност командира. Одред је, 6. септембра 1941, у близини Славетића, напао усташку патролу. Следећег дана, 7. септембра, усташе су наступиле с јачим снагама, па је Одред морао да одступи, ка селу Гричу.
Вјећеслав је с деветорицом бораца кренуо у село, али су их изненада напале усташе. Јожа Турковић, десетар у Одреду, је погинуо, а Вјећеслав рањен и заробљен. Одведен је у Јастребарско, где је с још 36 заробљених припадника Народноослободилаког покрета био затворен у коњушници. Иако су били подвргнути мукама, Цветко није рекао ништа, чак ни своје име, тако да су га усташе водиле под именом „Калц“.
На вест да је Вјећеслав ухваћен, партијска организација у Загребу донела је одлуку да га покуша ослободити док се налази у Јастребарском, где је акцију било много лакше извести него кад буде пребачен у Загреб. По директиви партијске организације, у Јастребарско је упућена Злата Огорелец, активисткиња НОП-а и Цветкова пријатељица из детињства. Злата је заточеницима доставила турпију у хлебу, да би они могли пресећи решетке на прозорима, кад сутрадан почне акција за њихово ослобођење. Међутим, тог истог дана су их усташе пребациле у Загреб, па је план тако пропао.
У октобру 1941. године, Вјећеслав је, заједно с осталих 36 другова, изведен пред Преки суд у Загребу. Шеснаест ухапшених, а међу којима и Цветко, осуђени су на смрт стрељањем. После суђења упућени су логор Јасеновац. Стрељани су крајем октобра у Максимиру, крај Загреба.
Указом Президијума Народне скупштине Федеративне Народне Републике Југославије, 16. јула 1951. године, проглашен је за народног хероја.